# Сімферополь (розвідувальний корабель, 2020)
«Сімферо́поль» — розвідувальний корабель Військово-Морських Сил України. Середній розвідувальний корабель проекту «Лагуна» (корабель радіоелектронної розвідки на базі СРТМ проекту 502ЕМ). Побудований на ПАТ «Кузня на Рибальському». Спущений на воду 23 квітня 2019 року. Введення до складу флоту заплановане на 2021 рік. Станом на початок 2021 тривали державні випробування судна.

## Історія

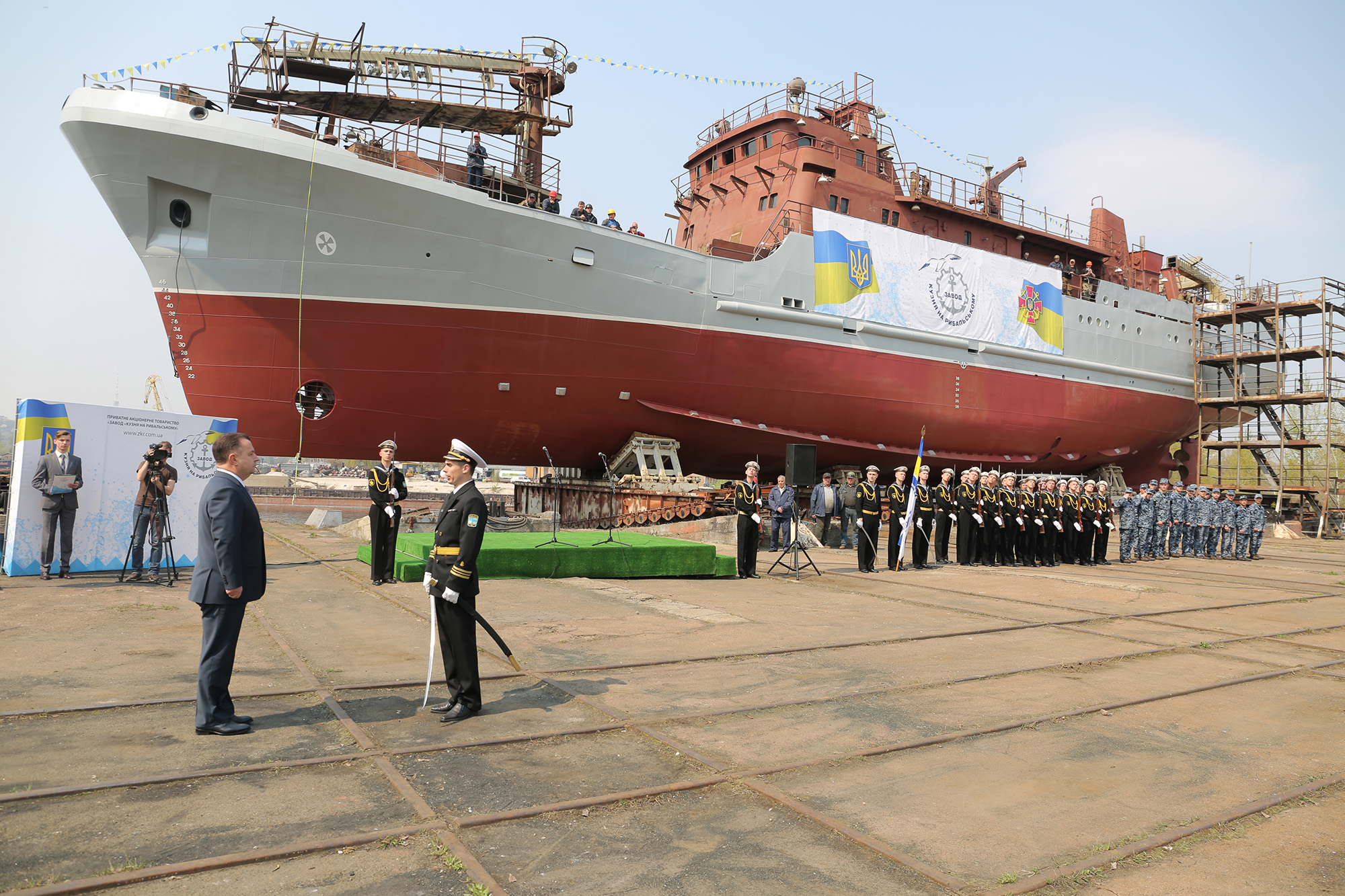
Церемонія спуску на воду. 23 квітня 2019.

У період від 1971 до 2009 року на суднобудівному заводі «Ленінська кузня» в Києві було побудовано 347 траулерів проєкту 502 ЕМ. Вони призначені для вилову риби за допомогою тралу або кошельового неводу в морській і океанічній промислових зонах, переробки риби на морожену продукцію з можливістю зберігання або передачі її на транспортні рефрижератори й берегові пункти прийому. Також на базі проєкту 502ЕМ було побудовано 16 РПС типу «Дослідник Балтики» (рос. Исследователь Балтики). Траулери проєкту 502ЕМ експортувалися до Болгарії, Ємену, Іраку, В'єтнаму, Сомалі. Після здачі останніх двох суден «Poseydon I» і «Poseydon II» на верфі залишився один недобудований корпус. У 2017 році стало відомо, що на основі цього корпусу буде побудований середній розвідувальний корабель для ВМСУ.
23 квітня 2019 року корабель був спущений на воду для подальшої добудови. Хрещеною матір'ю корабля і берегинею його екіпажу стала директор благодійного фонду морського транспорту (Мортранс) Шкамерда Антоніна Іванівна. 29 травня 2019 року під час виконання зварювальних робіт сталось займання, виникла пожежа, яку було протягом кількох годин ліквідовано.
У жовтні 2019 року корабель був завантажений в плавучий док та внутрішніми водними шляхами доставлений з Києва до Одеси. З січня 2020 проходив заводські випробування в акваторії Чорного моря поблизу Одеси. З серпня — державні випробування корабля. У грудні 2020 отримав назву «Сімферополь» на честь корабля-попередника СРЗК/КУ «Сімферополь», введення до складу флоту заплановане на 2021 рік. Станом на кінець 2020 початок 2021 року тривають державні випробування судна.
Наприкінці березня-початку квітня 2021 року розвідувальний корабель «Сімферополь» пройшов черговий етап державних випробувань у відкритому морі, зокрема тренувалися й захищатися. Інформагенція Defense Express оприлюднила відео з одним з епізодів випробувань, під час яких корабель відпрацьовував маневр ухилення від вогню противника з відстрілом пасивних перешкод в оптичному, інфрачервоному та радіолокаційному діапазоні.
13 жовтня 2021 року разом з іншими плавзасобами взяло участь у пошуково-рятувальній операції з порятунку судна розмагнічування «Балта», що зазнало лиха поблизу острова Зміїний.

## Озброєння і обладнання

### Радіоелектронне озброєння і обладнання
Призначення корабля — ведення радіо-, радіотехнічної, радіолокаційної та оптико-електронної розвідки.
Корабель обладнано станцією радіотехнічної розвідки «Мельхіор» ДП НДІ «Квант-Радіолокація». Характеристики цієї станції перевищують можливості відомої СРР «Кольчуга» — максимальна дальність виявлення джерел радіовипромінювання до 450 км, одночасно може відстежувати до 200 надводних, повітряних і берегових цілей.
Серед ймовірного обладнання — імпортовані до України у травні 2019-го широкосмугові цифрові радіопеленгатори (DDF) виробництва Rohde & Schwarz.
Навігаційна РЛС — «Дельта-М» виробництва НДІ «Квант-Радіолокація».

### Артилерійське озброєння
В липні 2023 року корабель було озброєно 30-мм артилерійською установкою АК-306,